# Cantonul Boussac
Cantonul Boussac este un canton din arondismentul Guéret, departamentul Creuse, regiunea Limousin, Franța.

## Comune
| Comune                   | Populație (1999) | Cod poștal | Cod INSEE |
| ------------------------ | ---------------- | ---------- | --------- |
| Bord-Saint-Georges       | 360              | 23230      | 23026     |
| Boussac                  | 1.412            | 23600      | 23031     |
| Boussac-Bourg            | 789              | 23600      | 23032     |
| Bussière-Saint-Georges   | 211              | 23600      | 23038     |
| Lavaufranche             | 240              | 23600      | 23104     |
| Leyrat                   | 159              | 23600      | 23108     |
| Malleret-Boussac         | 230              | 23600      | 23120     |
| Nouzerines               | 252              | 23600      | 23146     |
| Soumans                  | 576              | 23600      | 23174     |
| Saint-Marien             | 174              | 23600      | 23213     |
| Saint-Pierre-le-Bost     | 153              | 23600      | 23233     |
| Saint-Silvain-Bas-le-Roc | 483              | 23600      | 23240     |
| Toulx-Sainte-Croix       | 301              | 23600      | 23254     |